# František Blažek
František Blažek (1863 – 1º gennaio 1944) è stato un architetto ceco, che ha progettato un gran numero di edifici monumentali in Bosnia ed Erzegovina durante il periodo austro-ungarico.

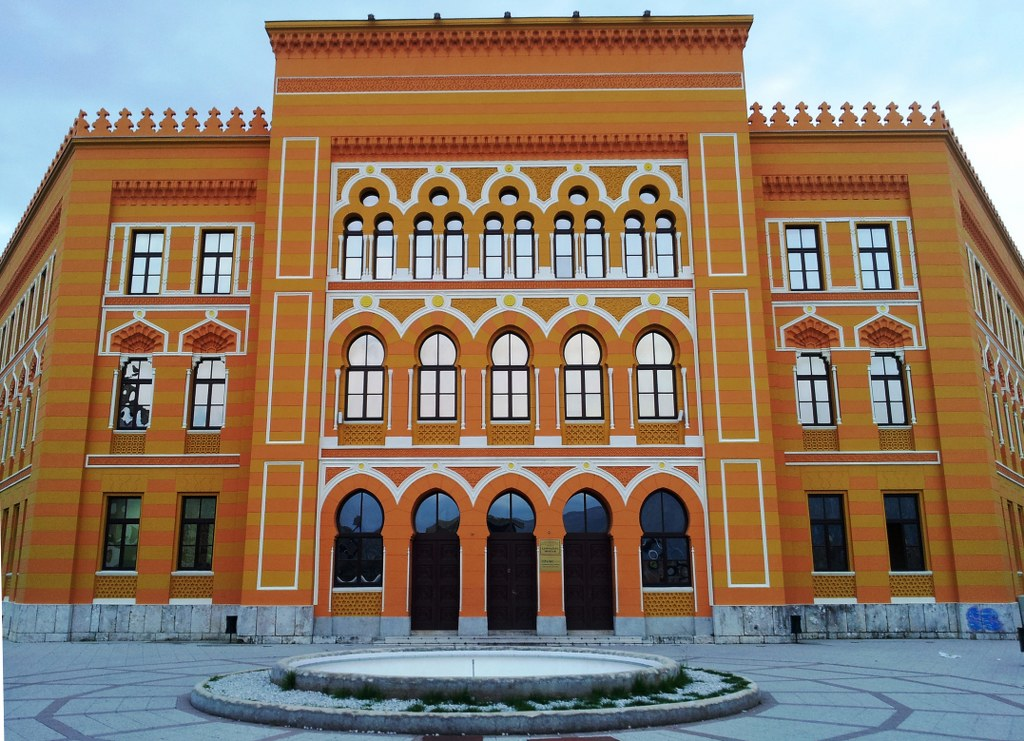
Ginnasio di Mostar, costruito nel 1902 in stile neo-moresco

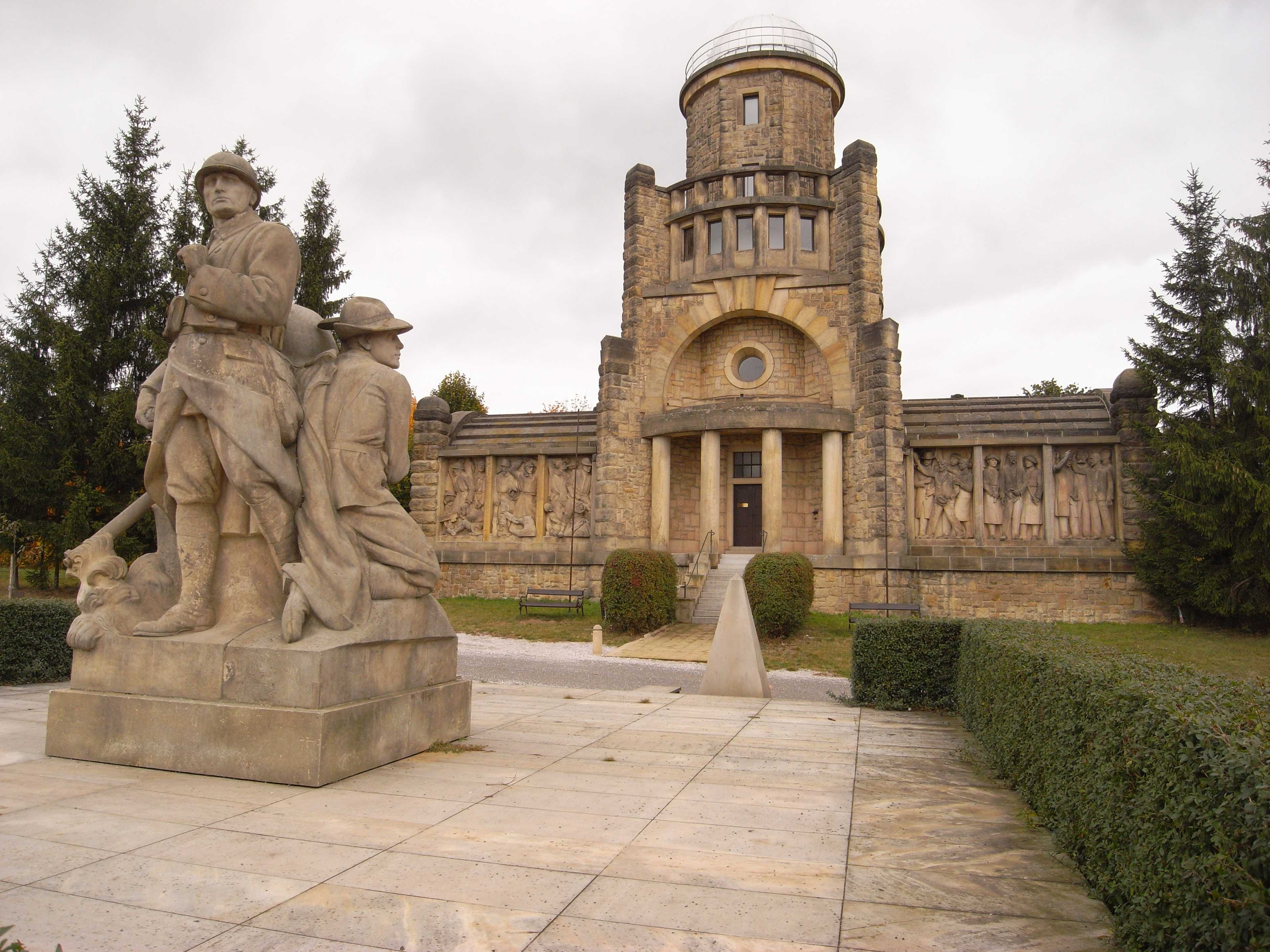
Torre "Masaryk" dell'Indipendenza, 1926

In Bosnia ed Erzegovina è anche conosciuto come Franz Blazek, Franz Blažek o Frank Blazek. Alcune delle sue opere degne di nota includono il Ginnasio di Mostar, la Torre "Masaryk" dell'Indipendenza in Repubblica Ceca e il Franz Josef Garrison a Sarajevo..
František Blažek ha anche progettato tre hotel nel sobborgo di Sarajevo, Ilidža, vicino a Vrelo Bosne (il parco termale delle sorgenti del fiume Bosna): gli alberghi Igman, Austria e Bosna. Furono completati nel 1895.

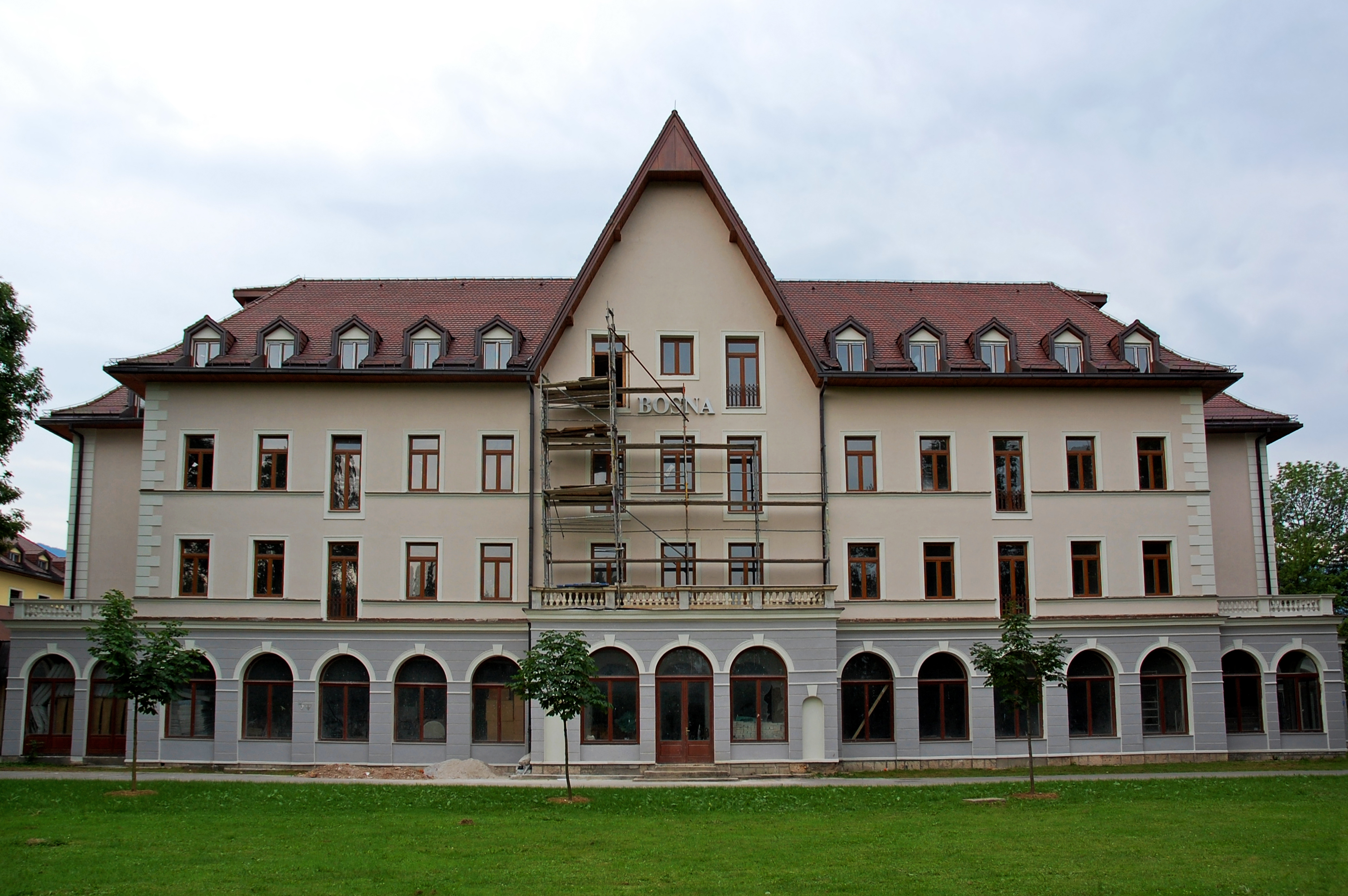
Hotel Bosnia, Ilidža
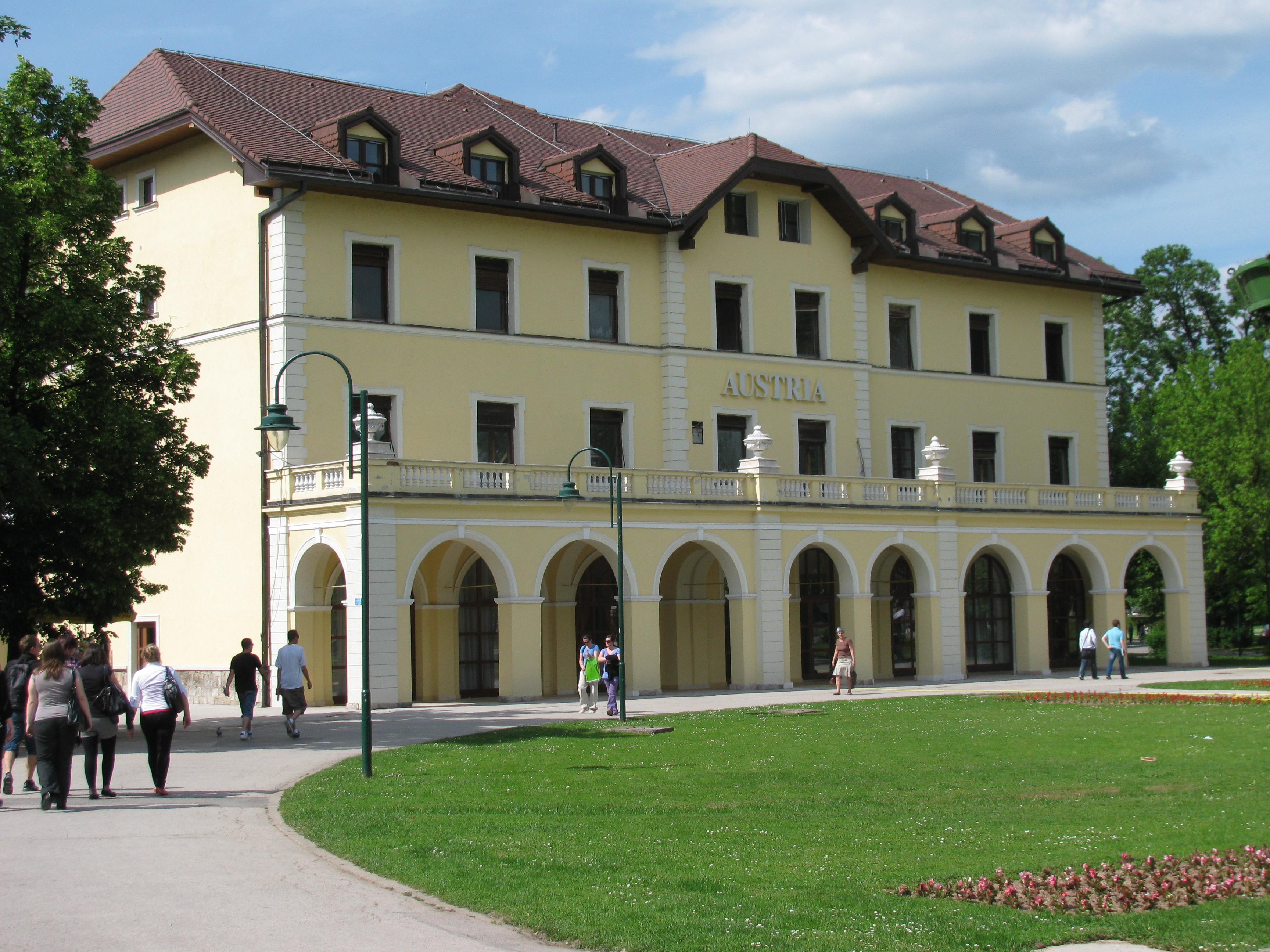
Hotel Austria, Ilidža
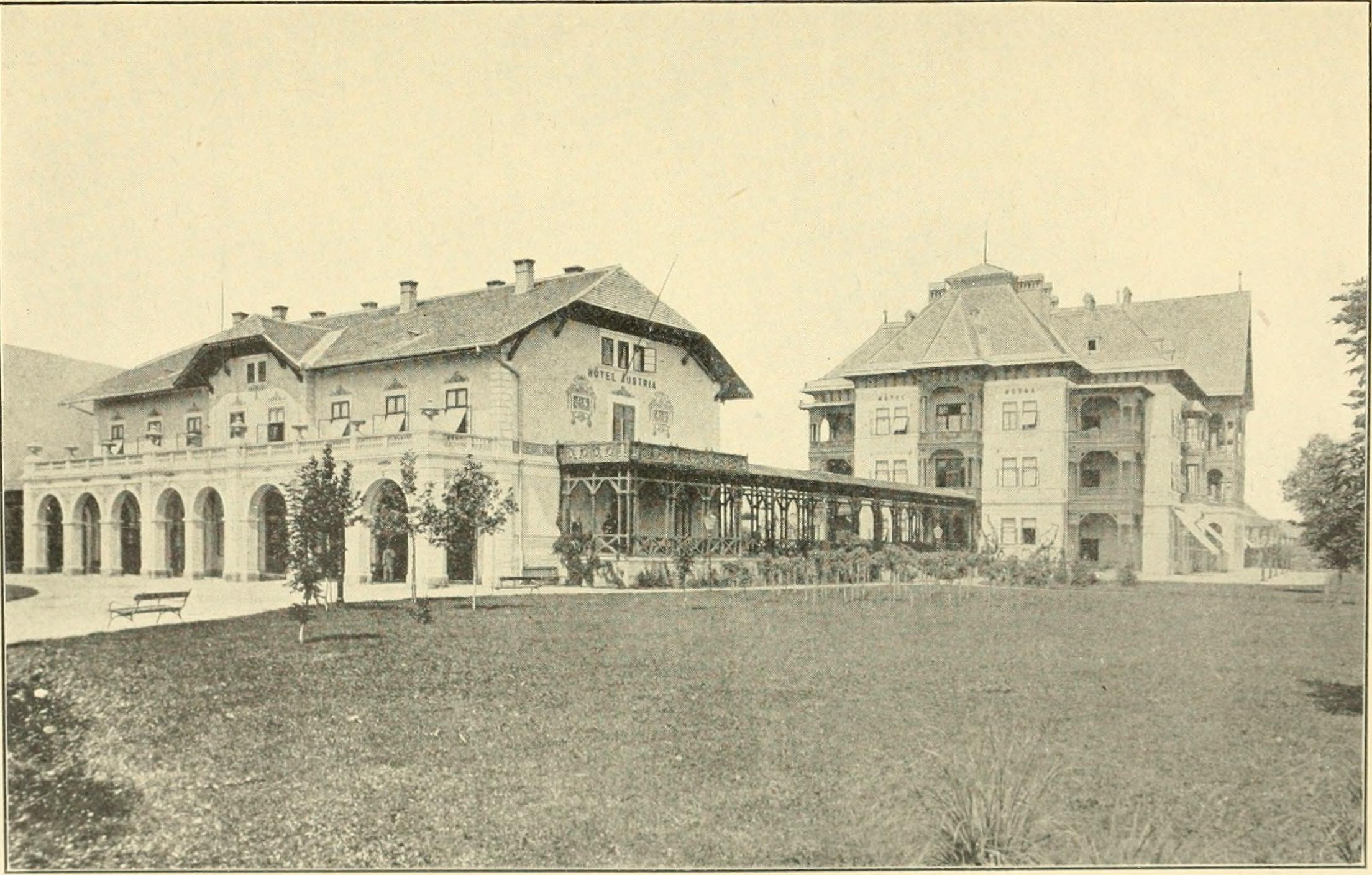
Hotel Austria in 1903